# Közönséges herelégy
A közönséges herelégy (Eristalis tenax) a rovarok (Insecta) osztályának a kétszárnyúak (Diptera) rendjébe, ezen belül a légyalkatúak (Brachycera) alrendjébe és a zengőlegyek (Syrphidae) családjába tartozó faj.

## Előfordulása
A közönséges herelégy világszerte előfordul. Az egyik leggyakoribb zengőlégy.

## Megjelenése
A közönséges herelégy 1,5 centiméter hosszú. A házi méh (Apis mellifera) hímjéhez hasonlít, de a zengőlegyek (Syrphidae) családjának tagja.
Szemén két hosszanti sáv húzódik sűrűbb szőrökből. Csápsörtéje csupasz.

## Életmódja
A közönséges herelégy kertekben trágyarakásokon, istállókban és trágyán látható, emberkísérő faj. A légy viráglátogató. A lárvák a torkukban levő szűrőkészülék segítségével a szennyes léből kiszűrik a még felhasználható tápanyagokat, és ezzel némileg hozzájárulnak a szennyvizek derítéséhez.

### Szaporodása
A legyeket és lárváikat tavasztól őszig megtaláljuk. A peterakásra készülő nőstényeket a trágyaszag vonzza, és petéiket csoportokban trágyalével kevert tócsák szélére rakják le. A lárvák erősen szennyezett, oxigénben szegény vízben, trágyalében, emésztőgödrökben fejlődnek, ahol más állat aligha lenne képes megélni. Valószínűleg az itt tenyésző baktériumokat fogyasztják. A lárvák és a bábok a hátulsó részükön levő hosszú, kinyújtható légzőcsővel jutnak levegőhöz.